# تحف‌العقول
تُحَفُ العُقول نوشته ابومحمد حسن حرانی یا حلبی، معروف به ابن شعبه حرانی از علمای بزرگ قرن ۴ ه.ق. از کتاب‌های مشهور در حکمت‌ها و موعظه‌ها از امامان شیعه است.

## محتوا و شیوه
این کتاب، با حجم کم مطالب سودمندی از آداب و سنن، نصایح، موعظه‌ها، کلمات قصار، پند و اندرز و سفارش‌های پیامبر اسلام و اهل بیتش دارد. در این کتاب، گزیده‌هایی از سخنان و روایات از پیامبر اسلام تا امام یازدهم شیعه در زمینه‌های گوناگون اعتقادی، اجتماعی، اخلاقی و فقهی و… جمع آوری شده‌است.
مؤلف در مقدمه کتاب، بعد از اینکه انگیزه تألیف و شیوه کار خود را می‌گوید، می‌نویسد که:
من سندها را نیاوردم تا حجم کتاب بزرگ نشود و رعایت اختصار کردم، هرچند که بیشتر این احادیث را به طور سماع گرفته‌ام و چون بیشتر آنها آداب و حکمت‌هایی است که خود، گواه درستی و صحت انتساب است... لذا ارزش علمی کتاب، کم نشده‌است.
این اثر، یکی از منابع و مأخذ کتاب‌های مهمی چون بحارالانوار، وسائل الشیعه و... می‌باشد.

## نظر بزرگان
شیخ مرتضی انصاری، در اول کتاب مکاسب خود، حدیث مبسوطی را که اساس بسیاری از احکام معاملات است، از همین کتاب (تحف العقول) روایت کرده‌است.
همچنین علامه مجلسی، در فصل دوم از مقدمه بحارالانوار گوید: «به یک نسخه قدیمی از کتاب تحف العقول برخوردم، نظم این کتاب، دلالت به رفعت شأن مؤلفش دارد و مواعظ و اصول معلومی در کتاب است که نیاز به سند ندارد».